# Angelo Dalle Molle
Angelo Dalle Molle (geboren 4. November 1908 in Mestre; gestorben 15. März 2001 in Stra) war ein italienischer Unternehmer, Philanthrop und Mäzen. Er war 1948 Ideengeber für die bekannte Bitterspirituose Cynar. In den 1970er Jahren entwickelte er ein computergestütztes Carsharing-Projekt für Elektroautos und befasste sich mit automatischen Übersetzungsprogrammen und künstlicher Intelligenz.

## Werdegang

### Unternehmer
Angelo Dalle Molle wurde 1908 in Mestre als drittes von fünf Kindern geboren. Sein Vater Giovanni Dalle Molle (1874–1938) war als Unternehmer in der Getränke- und Spirituosenbranche tätig. Die 1921 in Padua gegründete väterliche Distillerie stellte unter anderem den Aperitif Chinol her. Als das väterliche Unternehmen in Schwierigkeiten geriet, brach Angelo Dalle Molle sein Studium ab, um mit für den Unterhalt der Familie beizutragen.
Sein unternehmerisches Geschick stellte er schnell unter Beweis, als er seine Familie 1935 vom Kauf des in Konkurs geratenen Unternehmens Società Anononima Prodotti Pezziol überzeugte. Pezziol hatte sich unter anderem als Hersteller des bekannten Eierlikörs Vov einen Namen gemacht. Nachdem die Familie einen Kredit von 90.000 Lire aufnahm, wurde am 21. November 1935 die Firma G.B. Pezziol gegründet, die unter dem Namen seines jüngeren Bruders Mario Dalle Molle (1913–1999) im Handelsregister eingetragen wurde.
1939 wurde das Einzelunternehmen zunächst in eine offene Handelsgesellschaft umgewandelt, in der neben Angelo und Mario auch der ältere Bruder Amedeo Dalle Molle (1903–1971) als gleichberechtigter Teilhaber fungierte. Noch im gleichen Jahr wurde die offene Handelsgesellschaft in die Aktiengesellschaft Società Anonima G. B. Pezziol umgewandelt, in der Angelo Dalle Molle Vorstandsvorsitzender war.
Trotz widriger politischer und wirtschaftlicher Rahmenbedingungen, konnten unter der Leitung Dalle Molle die Verkaufszahlen für den Eierlikör Vov wesentlich gesteigert werden, 1942 wurde die Vov-Variante „Vav“ als Energiespender für die Streitkräfte auf den Markt gebracht. Auf dem Briefpapier der Firma warb man als Lieferant des Italienischen Roten Kreuzes und der deutschen Luftwaffe. Der in den Stadtteil Basanello in Padua umgesiedelte Betrieb erlitt während des Zweiten Weltkrieges keine Bombenschäden, so dass die Produktion nicht zum Stillstand kam.
In der schwierigen Nachkriegszeit gingen die Gebrüder Dalle Molle eine Werbepartnerschaft mit anderen italienischen Spirituosenherstellern ein. Zusammen mit Martini & Rossi, Campari, Strega Alberti, Florio Marsala und Tenerelli wurde das Projekt Grande Marche Associate Aviobar ins Leben gerufen. Das von Angelo Dalle Molle ausgehenden Projekt, sollte flächendeckend in ganz Italien auf den heimischen Spiritousenmarkt aufmerksam machen, der noch fest in der Hand des Schwarzmarktes war. Mit einer zweimotorigen Douglas DC-3, die in eine fliegende Bar umgebaut wurde, flog man 1947 in 10 Etappen durch ganz Italien und warb einfallsreich für die Produkte.
In der Folge erweiterten die Gebrüder ihre Produktpalette. Im Dezember 1947 wurde zunächst die Destillerie Senatore Francesco Tenerelli aus Catania übernommen, die insbesondere für ihren Cognac bekannt war und bereits am Projekt Aviobar mitgearbeitet hatte. Zugleich sollte ein neues zeitgemäßes Produkt auf den Markt gebracht werden, das durch eine innovative und aggressive Werbekampagne gestützt werden sollte. Auch die anderen Hausmarken von Pezziol und Tenerelli wurden einem Restyling unterzogen. Aus dieser innovativen Phase heraus entstand 1948 nach einer Idee von Angelo Dalle Molle der Cynar, ein Bitterlikör auf der Basis von Artischocken, der die weitere Unternehmensgeschichte der Firma Pezziol wesentlich beeinflussen sollte.
Der Cynar kam nach einer Testphase und weiteren Verbesserungen 1950 offiziell in den Handel. Sein Markterfolg übertraf alle Erwartungen. Mit der Einführung begann auch eine weitere Expansionsphase des Unternehmens. 1951 wurde Angelo della Molle als Präsident und Vorstandsvorsitzender der Gesellschaft bestätigt. Im Jahr darauf wurde die Firma „Luigi Sarti & Figli“ aus Bologna übernommen, dem Hersteller von „Biancosanti“. 1955 wurde die Kommanditgesellschaft „Gruppo Grandi Marche Associate“ gegründet. Die Holding kontrollierte die zum Imperium der Familie gehörenden Firmen Pezziol, Sarti, Scala und Tenerelli sowie die ab 1961 übernommene Firma „Freund Ballor & C.“ aus Turin. 1963 kam noch die Firma Chinol hinzu, die einst vom Vater der drei Brüder gegründet worden war. Mit der Gründung der Holding war auch der Firmensitz von Padua nach Mailand verlegt worden.
Am Erfolg des Unternehmens hatte in der zweiten Hälfte der 1950er Jahre das Fernsehen einen wesentlichen Anteil. Angelo Dalle Molle hatte das Werbepotential dieses neuen, noch in den Kinderschuhen steckenden Mediums weitsichtig erkannt. Die Produkte der Gruppe, insbesondere der Cynar mit seinem Slogan Contro il logorio della vita moderna (italienisch für „Gegen den Verschleiß des modernen Lebens“) wurden fester Bestandteil des Werbefernsehens. In der von der Rai ausgestrahlten Werbesendung il Carosello („das Karussell“) wirkten in den Cynar-Spots so bekannte Schauspieler wie Carlo Campanini, Mac Ronay, Domenico Modugno, Ferrucio De Ceresa und Ernesto Calindri mit.
Der Tod seines älteren Bruders Amedeo Dalle Molle 1971 stellte eine Zäsur für Angelo Dalle Molle und das Familienunternehmen dar. 1977 verkaufte er seine Anteile an die holländische Bols-Gruppe. Nach Aussage seines Neffen Antonio Dalle Molle wollte er sich mit dem Verkauf für andere Dinge freimachen, die ihn nun mehr interessierten.

### Philanthrop und Mäzen
Angelo Dalle Molle beschäftigte sich mit sozialen Themen, als er noch Unternehmer war. Er war zunächst vor allem an der Verbesserung der Lebensbedingungen seiner Angestellten interessiert, dehnte seine Interessen aber bald darüber hinaus aus. 1958 gründete er die Zeitschrift „Via aperta al benessere di tutti“ (italienisch für Der offene Weg für einen Wohlstand für alle). Die Zeitschrift setzte sich mit sozialen und wirtschaftlichen Themen auseinander. Beiträge lieferten Persönlichkeiten aus dem öffentlichen Leben wie Don Luigi Sturzo, Ludwig Erhard, Wilhelm Röpke, Robert Schumann und Alberto de’ Stefani. Zu seinem Freundeskreis zählten der Finanzwissenschaftler und italienische Staatspräsident Luigi Einaudi, der Wirtschaftswissenschaftler Guido Carli – mit Letzterem teilte er das Interesse für die Kryokonservierung – sowie Salvador Dalí.
Dalle Molle war fest davon überzeugt, dass der wissenschaftliche Fortschritt der Verbesserung der Lebensbedingungen zu dienen habe. Die Informatik sah er dafür als geeignetes Instrument an. Sie sollte das Leben erleichtern und nicht zur Mechanisierung und Versklavung des Menschen beitragen. Aus diesem Hintergrund heraus, begann er Forschungen voranzutreiben und zu finanzieren, in denen das Verhältnis von Mensch und Maschine und zwischen Fortschritt und Umwelt im Mittelpunkt standen.
Der Schwerpunkt der Forschungsarbeit lag zunächst in der Kommunikation und Linguistik. Mit Hilfe der Informatik wurden Studien zu automatischen Übersetzungsprogramme gefördert. Zu dem Zweck gründete er auf Anregung des Schweizer Ständerats Ferruccio Bolla 1971 die Stiftung „Dalle Molle per gli studi linguistici“ mit Sitz in Lugano. 1972 entstand das Istituto Dalle Molle di Studi Semantici e Cognitivi (ISSCO), das 1976 nach Genf umzog, um mit der Universität Genf zusammenzuarbeiten.
1975 hob er das Centro Studi della Barbariga in der gleichnamigen Villa in Stra am Brentakanal aus der Taufe. Das Studienzentrum förderte Projekte, die die Lebensqualität der Bürger verbessern sollten. Eines dieser Projekte sah die Entwicklung eines Carsharing-Projektes für Elektroautos vor, mit dem man die Luftqualität in den Städten zu verbessern hoffte. Auf dem Gelände der Villa wurde eine Montagehalle für den Bau von Elektroautos eingerichtet, die von der eigens dafür gegründeten Firma Progetti Gestioni Ecologiche (PGE) entwickelt wurden. 1976 wurden in Zusammenarbeit mit Enel, Italgas, Fiat und A.E.M. fünf Modelle zugelassen und 50 Elektroautos für die Betriebsstätten von Enel gebaut. Ein Carsharing-Pilotprojekt wurde in der Villa Barbariga und ein zweites Projekt mit zehn Fahrzeugen wurde für die Universität Brüssel umgesetzt. Mit dem Bau der Elektroautos verfolgte Dalle Molle aber nicht nur umweltfreundliche Ziele. Die Montage sollte mit Hilfe eines Baukastenprinzips in kleine Produktionsstätten ausgelagert werden und in der Landwirtschaft tätigen Saisonarbeitern ein zusätzliches Einkommen verschaffen. Als die Villa 2010 verkauft wurde, befanden sich noch zehn Elektroautos auf dem Gelände, die dem Automobilmuseum Bonfanti-Vimar in Romano d’Ezzelino geschenkt wurden. Ein weiteres Projekt in Stra befasste sich mit der Entwicklung eines automatischen Simultanübersetzers. In Zusammenarbeit mit der Universität Padua wurde ein erster funktionierender Prototyp entwickelt. Allerdings ließ die rein wörtliche Übersetzung der Wörter zu wünschen übrig.
1985 wurde in Lugano die Stiftung Dalle Molle per la qualità della vita gegründet. Laut Statut setzte sich die Stiftung für eine Humanisierung der Produktion ein. Zudem war der Einsatz von Gütern und Dienstleistungen nach sozialen Gesichtspunkten einer ihrer Arbeitsschwerpunkte. Mit Hilfe der Dalle-Molle-Stiftung entstand 1988 das Dalle-Molle-Forschungsinstitut für Künstliche Intelligenz (italienisch Istituto Dalle Molle di Intelligenza Artificiale – IDSIA) mit Sitz in Lugano. 1991 folgte das Istituto Dalle Molle di Intelligenza Artificiale Percettiva (IDIAP) mit Sitz in Martigny im Kanton Wallis. In Conthey ist dagegen das Institut Mediplant beheimatet, das ebenfalls aus der Dalle-Molle-Stiftung hervorgegangen ist und sich mit der Erforschung von Heilpflanzen und Pflanzenextrakten befasst. Alle Institute gingen auf Betreiben von Angelo Dalle Molle zurück und wurden in den Anfangsjahren von ihm finanziert.

### Privatleben
Angelo Molle war zweimal verheiratet. Beide Ehen blieben kinderlos. Aus drei außerehelichen Beziehungen hatte er sechs von ihm anerkannte Kinder, die zwischen 1961 und 1966 geboren wurden. In zweiter Ehe hatte der über 90-jährige Dalle Molle 1998 seine vierzig Jahre jüngere Sekretärin Eleonora Bötner geheiratet, die seit Ende der 1960er Jahre für ihn arbeitete. Seine Kinder versuchten vergeblich die Heirat zu verhindern. Ein von ihm vorgelegtes psychologisches Gutachten bestätigte, dass er im Vollbesitz seiner geistigen Kräfte sei, weshalb die Ehe anerkannt wurde. Als er am 15. März 2001 starb, erbte seine Frau seinen Besitz im Wert von 32 Millionen Euro. Der Erbstreit wurde 2009, ein Jahr nach dem Tod seiner Frau, zugunsten seiner Kinder entschieden.